# Желтухин, Фёдор Николаевич
Фёдор Николаевич Желтухин (1827—1898) — контр-адмирал Русского императорского флота.

## Биография
Сын отставного гвардии полковника Николая Николаевича Желтухина (1798—1873) от его брака с графиней Надеждой Петровной Ивелич (1805—?), дочерью генерал-майора П. И. Ивелича. Родился в Петербурге 13 (25) февраля 1827 года, крещён 5 марта 1827 года в Благовещенской церкви Конногвардейского полка при восприемстве генерал-майора Фёдора Андреевича Салова и Агафоклеи Марковны Сухаревой. Детские годы провел в усадьбе в селе Старое Зимино Рязанской губернии.
Был отправлен родителями в Морской кадетский корпус и в 1842 году он был произведён в гардемарины. В 1848 году, крейсируя на фрегате «Паллада» под командою Его Императорского Высочества Великого Князя Константина Николаевича, спас на Кронштадтском рейде двух утопавших крестьян, и был награждён за это годовым окладом жалованья.
В 1849 году, во время венгерского восстания, участвовал в (сухопутном) походе войск гвардии к западным пределам Российской империи и был произведён в лейтенанты. Во время Восточной войны находился на Кронштадтском рейде и, командуя винтовой канонерской лодкой «Шквал», в отряде шести лодок, ходил за Толбухин маяк, где сражался против 60-типушечного винтового фрегата и 2-х батарейных пароходов англо-французского флота.
В чине напитан-лейтенанта Желтухин был назначен старшим офицером клипера «Наездник», который в июле 1860 года участвовал в высадке десанта в Бейтане для защиты русских дипломатов. В 1862—1863 гг. в составе гидрографической экспедиции В. М. Бабкина, командуя корветом «Калевала» исследовал побережье Приморского края. Его именем был назван небольшой остров в заливе Петра Великого Японского моря, самый южный в архипелаге императрицы Евгении. 1 января 1868 года произведен в капитаны 1-го ранга.
Приговором Кронштадтского военно-морского суда по делу о постановке фрегата, 9 июля 1873 г., на банке в Бьёркё-зунде признан оправданным. 
В 1874 году он был назначен командиром 1-го флотского экипажа. Пять лет спустя произведён в контр-адмиралы и уволен от службы.
Умер 30 октября (11 ноября) 1898 года. Похоронен на Новодевичьем кладбище в Петербурге рядом с женой, Елизаветой Прохоровной (1843—07.04.1884).